# Stellan Skarsgård
Stellan John Skarsgård (uitspraak: [ˈskɑːʂɡoːɖ]) (Göteborg, 13 juni 1951) is een Zweeds acteur. Hij staat bekend om zijn rollen als Jan Nyman in Breaking the Waves (1996), Kapitein Tupolev in The Hunt for Red October (1990), Professor Gerald Lambeau in Good Will Hunting (1997), Bootstrap Bill Turner in Pirates of the Caribbean: Dead Man's Chest (2006) en Pirates of the Caribbean: At World's End (2007), Bill Anderson in Mamma Mia! (2008) en het vervolg Mamma Mia! Here We Go Again (2018), Commander Maximilian Richter in Angels and Demons (2009), Martin Vanger in The Girl With the Dragon Tattoo (2011). 
Verder speelde hij Dr. Erik Selvig in de Marvel Cinematic Universe films Thor (2011), The Avengers (2012), Thor: The Dark World (2013), Avengers: Age of Ultron (2015) en Thor: Love and Thunder (2022), The Grand Duke in Cinderella (2015), Boris Shcherbina in de HBO/Sky One televisie miniseries Chernobyl (2019), Baron Harkonnen in Dune (2021) en Luthen Rael in de Star Wars televisieserie Andor (2022-2025).

## Levensloop
Skarsgård werd geboren in Gotenburg, Zweden, als zoon van Gydrun en Jan Skarsgård (1920-1998). Hij verhuisde vaak in zijn jeugd en woonde onder meer in Helsingborg, Totebo, Kalmar, Marielund en Uppsala.

## Acteercarrière

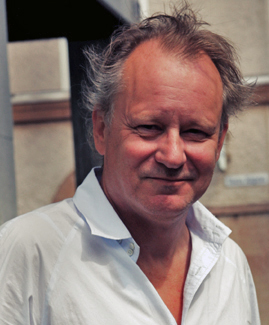
Skarsgård in Kalmar, juli 2009

Skarsgård begon zijn acteercarrière al vroeg; en op 21-jarige leeftijd was zijn ervaring in film, tv en toneel aanzienlijk.

## Privéleven
Hij trouwde met My Skarsgård, een arts, in april 1975; samen hebben ze zes kinderen: Alexander (°1976), Gustaf (°1980), Sam (°1982), Bill (°1990), Eija (°1992) en Valter (°1995). Alexander, Gustaf, Bill en Valter zijn ook acteurs, terwijl Eija een voormalig model is. Skarsgård en My scheidden in mei 2007. Stellan trouwde in januari 2009 met Megan Everett. Het echtpaar heeft samen twee zonen, genaamd Ossian en Kolbjörn.

## Filmografie

### Films
- Bombi Bitt och jag (1968, tv-miniserie)
- Firmafesten (1972)
- Strandhugg i somras (1972)
- Magnetisören (1972, tv)
- Fem døgn i august (1973)
- Bröllopet (1973)
- Anita: Swedish Nymphet (1974)
- The Intruders (1974)
- Tabu (1977)
- Hemåt i natten (1977)
- Den enfaldige mördaren (1982)
- P & B (1983)
- Åke och hans värld (1984)
- Falsk som vatten (1985)
- Noon Wine (1985)
- Pelle Svanslös i Amerikatt (1985, stem)
- Ormens väg på hälleberget (1986)
- Jim & piraterna Blom (1987)
- Hip hip hurra! (1987)
- The Unbearable Lightness of Being - The Engineer (1988)
- Vargens tid (1988)
- Friends (1988)
- The Perfect Murder (1988)
- S/Y Glädjen (1989)
- Täcknamn Coq Rouge (1989)
- Vildanden (1989)
- Kvinnorna på taket (1989)
- Förhöret (1989)
- The Hunt for Red October - Captain Tupolev (1990)
- God afton, Herr Wallenberg (1990)
- Oxen (1991)
- Den demokratiske terroristen (1992)
- Wind (1992)
- Kådisbellan (1993)
- Sista dansen (1993)
- Jönssonligans största kupp (1995)
- Kjærlighetens kjøtere (1995)
- Hundarna i Riga (1995)
- Harry och Sonja (1996)
- Breaking the Waves - Jan Nyman (1996)
- Insomnia (1997)
- My Son the Fanatic (1997)
- Amistad - Lewis Tappan (1997)
- Good Will Hunting - Lambeau (1997)
- Riket II (1997, tv-miniserie)
- Glasblåsarns barn (1997)
- Savior (1998)
- Ronin - Gregor (1998)
- Deep Blue Sea - Jim Whitlock (1999)
- Passion of Mind - William Granther (2000)
- Signs & Wonders - Alec (2000)
- Timecode - Alex Green (2000)
- Dancer in the Dark - Doctor (2000)
- Aberdeen - Tomas (2000)
- The Hire: Powder Keg - Harvey Jacobs (2000)
- Taking Sides - Dr. Wilhelm Furtwängler (2001)
- The Glass House - Terrence 'Terry' Glass  (2001)
- City of Ghosts - Joseph Kaspar (2002)
- No Good Deed - Tyrone (2003)
- Att döda ett barn - Verteller (2003, stem)
- Dogville - Chuck (2003)
- King Arthur - Cerdic (2004)
- Exorcist: The Beginning - Father Lankester Merrin (2004)
- Dominion: Prequel to the Exorcist - Father Lankester Merrin (2005)
- Pirates of the Caribbean: Dead Man's Chest - Bootstrap Bill Turner (2006)
- Beowulf & Grendel - Hrothgar (2006)
- Goya's Ghosts - Francisco Goya (2006)
- Pirates of the Caribbean: At World's End - Bootstrap Bill Turner (2007)
- WΔZ - Eddie Argo (2007)
- Mamma Mia! - Bill (2008)
- God on Trial - Baumgarten (2008)
- Angels & Demons - Commander Richter (2009)
- Kongen av Bastøy (King of Devil's Island) - Bestyrer Håkon (2010)
- Thor - Erik Selvig (2011)
- The Girl with the Dragon Tattoo - Martin Vanger (2011)
- Melancholia - Jack (2011)
- The Avengers - Erik Selvig (2012)
- The Railway Man - Finlay (2013)
- The Physician - Barber (2013)
- Romeo & Juliet - Prince of Verona (2013)
- Thor: The Dark World - Erik Selvig (2013)
- Nymphomaniac - Seligman (2013)
- Hector and the Search for Happiness - Edward (2014)
- Kraftidioten - Nils Dickman (2014)
- Avengers: Age of Ultron - Erik Selvig (2015)
- Cinderella - Grand Duke (2015)
- Our Kind of Traitor - Dima (2016)
- Björn Borg - Lennart Bergelin (2017)
- Mamma Mia! Here We Go Again - Bill / Kurt (2018)
- The Man Who Killed Don Quixote - The Boss (2018)
- The Painted Bird - Hans (2019)
- Ut og stjæle hester (Out stealing horses) - Trond (2019)
- Dune - Baron Harkonnen (2021)
- Thor: Love and Thunder - Erik Selvig (2022)
- Dune: Part Two - Baron Harkonnen (2024)
- Affeksjonsverdi - Gustav Borg (2025)

### Televisie
- Entourage - Verner Vollstedt (2008, tv-serie)
- Rouge Brésil - Villegagnon (2012-2013, tv-miniserie)
- Playhouse Presents (2012-2015, tv-serie)
- River - John River (2015, tv-miniserie)
- Chernobyl - Boris Shcherbina (2019, tv-miniserie)
- Andor - Luthen Rael (2022-2025, tv-serie op Disney+)